# Österreichische Agentur für wissenschaftliche Integrität
Die Österreichische Agentur für wissenschaftliche Integrität (ÖAWI) ist ein unabhängiger österreichischer Verein, der sich für die Sicherstellung der Guten Wissenschaftlichen Praxis in der österreichischen Forschungs- und Bildungslandschaft einsetzt. Im Bereich Prävention erarbeitet die ÖAWI u. a. Richtlinien und bietet individuelle Beratungen und Trainings zur Sensibilisierung von Forschenden. Die Kommission für wissenschaftliche Integrität der ÖAWI hat die Aufgabe, Vorwürfe wissenschaftlichen Fehlverhaltens in Österreich professionell zu untersuchen, sie zu bewerten und gegebenenfalls Vorschläge für Maßnahmen zu unterbreiten.

## Gründung
Gegründet wurde der Verein im Jahr 2008 auf Grund verschiedener Plagiatsvorfälle (inkl. Vollplagiat|Vollplagiate) im In- und Ausland. Gründungsmitglieder waren zwölf österreichische Universitäten, die Österreichische Akademie der Wissenschaften sowie der Wiener Wissenschafts-, Forschungs- und Technologiefonds, das Institute of Science and Technology Austria und der Fonds zur Förderung der wissenschaftlichen Forschung. Mittlerweile sind alle öffentlichen Universitäten, einige Fachhochschulen sowie eine pädagogische Hochschule, Privatuniversitäten, außeruniversitäre Forschungseinrichtungen und Forschungsförderer Mitglieder.

## Mitglieder und Arbeitsweise
Der Kommission für wissenschaftliche Integrität gehören ausländische Fachexperten an, die die wissenschaftlichen Hauptrichtungen (Geisteswissenschaften, Sozial- und Wirtschaftswissenschaften, Lebenswissenschaften, Medizin, Technik- und Naturwissenschaften sowie Rechtswissenschaft) abdecken. Zusätzlich hat die Kommission im Bereich Rechtswissenschaft ein österreichisches Mitglied. Zu den Aufgaben und Kompetenzen der Kommission zählen unter anderem die Erhebung des relevanten Sachverhalts bei vermutetem wissenschaftlichen Fehlverhalten, die Erstellung von Gutachten auf Grundlage dieses erhobenen Sachverhalts (unter allfälliger Beiziehung von Fachexperten aus dem In- und Ausland) sowie die Erarbeitung von abschließenden Stellungnahmen. Die Kommission für wissenschaftliche Integrität ist weder eine Entscheidungsinstanz noch eine rechtsprechende Organisationseinheit. Sie bietet eine neutrale und sachorientierte Plattform, um vermuteten Fällen wissenschaftlichen Fehlverhaltens objektiv auf den Grund gehen zu können. Die Kommission kann von jeder Person oder Einrichtung in Österreich kontaktiert werden. Sie entscheidet basierend auf sachlichem und örtlichem Bezug über ihre Zuständigkeit. Jährliche Zahlen zu von der Kommission geführten Verfahren und anonymisierte Fallbeschreibungen sind Bestandteil der Jahresberichte der Kommission.
Die Agentur gibt Empfehlungen heraus, was wissenschaftliches Fehlverhalten ist, wie man es erkennen und wie man es vermeiden kann.

## Kritik
Im Juli 2017 wurde die Agentur von der Universität Wien mit der Überprüfung der Studie zu islamischen Kindergärten von Ednan Aslan beauftragt. Im November 2017 kamen die Prüfer zu dem Ergebnis, dass kein wissenschaftliches Fehlverhalten vorliege, die Arbeit allerdings Mängel aufweisen würde. So wurde etwa eine Einflussnahme seitens des Integrationsministeriums bestätigt; in den meisten Fällen habe es sich aber um Änderungen gehandelt, die den Inhalt nicht verändert hätten.
Im Jahr 2021 wurde die Agentur von der Fachhochschule Wiener Neustadt mit der Überprüfung der Magisterarbeit der kurz zuvor zurückgetretenen Arbeitsministerin Christine Aschbacher (ÖVP) beauftragt. Die Magisterarbeit enthielt zahlreiche Plagiate, war in mangelhaftem Deutsch verfasst und dennoch mit »sehr gut« beurteilt worden. Die ÖAWI-Kommission kam in ihrer vertraulichen Stellungnahme nach Angaben der Fachhochschule zu dem Schluss, die Arbeit enthalte zwar »Mängel bei der Einhaltung der Standards guter wissenschaftlicher Praxis«, es könne jedoch keine »bewusste und gezielte Täuschungsabsicht« festgestellt werden. Aschbacher könne deshalb ihren Titel behalten. Der »Plagiatsjäger« Stefan Weber, der den Skandal aufgedeckt hatte, bezeichnete daraufhin das Verfahren als »Beschiss« und als »klassische Hochschulkorruption«.

## Vorstandsvorsitzende
- 2014–2017: Christine Mannhalter[8]
- 2017–2021: Klement Tockner[8]
- seit 2021: Christof Gattringer[9]